# Nomosphecia diligens
Nomosphecia diligens är en stekelart som först beskrevs av Smith 1865.  Nomosphecia diligens ingår i släktet Nomosphecia och familjen brokparasitsteklar. Inga underarter finns listade i Catalogue of Life.